# Княжпільський заказник
Кня́жпільський зака́зник — ландшафтний заказник загальнодержавного значення в Україні. Розташований у межах  Кам'янець-Подільського району Хмельницької області, між селами Княжполем і Гелетиною. 
Площа 821 га. Статус надано 1983 року; 1990 року розширений. Перебуває у віданні Кам'янець-Подільського лісгоспу (Подільське л-во, кв. 7-25). 
Охороняються мальовнича ділянка Товтр на берегах і межиріччі Тернави та Гниловідки, вкрита типовими подільськими дібровами. В окремих місцях є виходи на поверхню вапнякових порід і скель. На р. Тернава розташований водоспад Княжпільський (2 м).
Особливу цінність становлять численні вікові дерева дуба, бука, ясена, клена, липи, береки (реліктовий вид). У трав'яному покриві зростають кадило мелісолисте, первоцвіт високий, аконіт Бессера, а також рідкісні види: любка зеленоквіткова, коручка чемерникоподібна, лілія лісова, підсніжник звичайний, занесені до Червоної книги України. 
Багатий тваринний світ. Тут водяться: лисиця, борсук, дика свиня, куниця лісова, зозуля, трапляється також полоз лісовий, занесений до Червоної книги України. 
У заказнику трапляються рідкісні види комах: красотіл пахучий, жук-самітник, сатурнія руда. Також
зафіксовані 42 види птахів, що підлягають охороні: орлан-білохвіст та сорокопуд сірий, занесені до Червоної книги України, а також  волове очко, одуд, сова сіра, канюк звичайний, мухоловка мала, деркач, що охороняються Бернською конвенцією.
Входить до складу національного природного парку «Подільські Товтри».

### Природоохоронні проблеми
На території заказника трапляються випадки браконьєрства, як-от у грудні 2016 року.

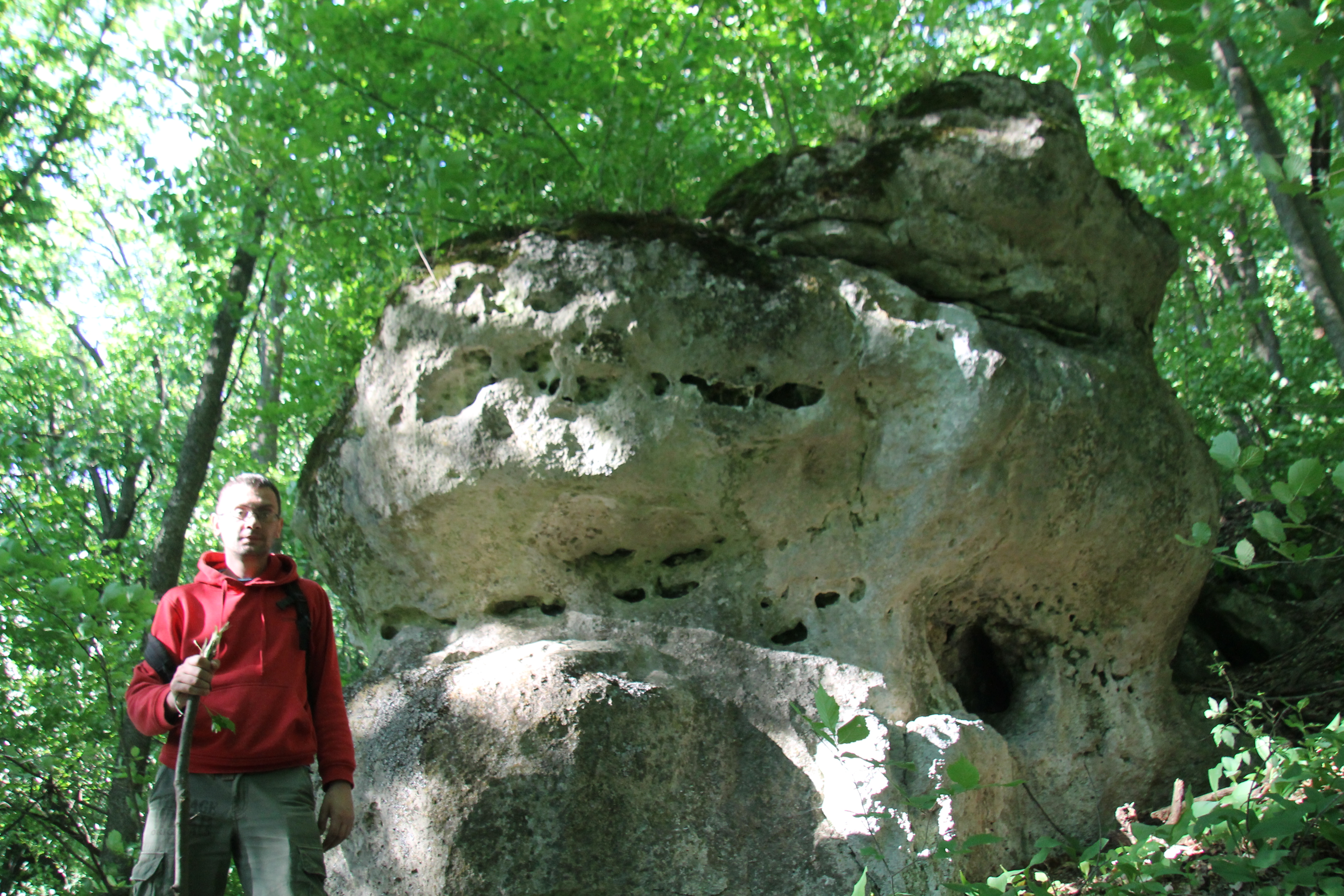
Валун у Княжпільському заказнику, біля с. Княжпіль